# Kahului
Kahului és una concentració de població designada pel cens dels Estats Units a l'estat de Hawaii. Segons el cens del 2000 tenia 20.146 habitants.

## Demografia
Segons el cens del 2000, Kahului tenia 20.146 habitants, 5.880 habitatges, i 4.424 famílies La densitat de població era de 513,01 habitants per km².
Dels 5.880 habitatges en un 34,9% hi vivien nens de menys de 18 anys, en un 51,9% hi vivien parelles casades, en un 16,6% dones solteres, i en un 24,8% no eren unitats familiars. En el 20,3% dels habitatges hi vivien persones soles l'11,9% de les quals corresponia a persones de 65 anys o més que vivien soles. El nombre mitjà de persones vivint en cada habitatge era de 3,29 i el nombre mitjà de persones que vivien en cada família era de 3,76.
Per edats la població es repartia de la següent manera: un 25,8% tenia menys de 18 anys, un 9,1% entre 18 i 24, un 27,7% entre 25 i 44, un 20,7% de 45 a 64 i un 16,7% 65 anys o més.
L'edat mediana era de 35,9 anys. Per cada 100 dones hi havia 97,32 homes. Per cada 100 dones de 18 o més anys hi havia 95,77 homes.
La renda mediana per habitatge era de 46.656 $ i la renda mediana per família de 52.610 $. Els homes tenien una renda mediana de 30.659 $ mentre que les dones 26.282 $. La renda per capita de la població era de 18.049 $. Aproximadament el 9,7% de les famílies i l'11,8% de la població estaven per davall del llindar de pobresa.

## Poblacions més properes
El següent diagrama mostra les poblacions més properes.